# NGC 1580
NGC 1580 is een spiraalvormig sterrenstelsel in het sterrenbeeld Eridanus. Het hemelobject werd op 18 januari 1877 ontdekt door de Franse astronoom Édouard Jean-Marie Stephan.

## Synoniemen
- PGC 15189
- MCG -1-12-11
- IRAS04258-0517